# Meyak
Meyak est un village de la région du Centre du Cameroun. Il est localisé dans l'arrondissement (commune) de Minta, département de la Haute-Sanaga. On y accède par la piste rurale qui lie Meba à Mbargué et Wall à Mekone I.

## Population et société
En 1963, la population de Meyak était de 218 habitants. Meyak comptait 267 habitants lors du dernier recensement de 2005. La population est constituée pour l’essentiel de Bamvele.